# Hermann Minkowski

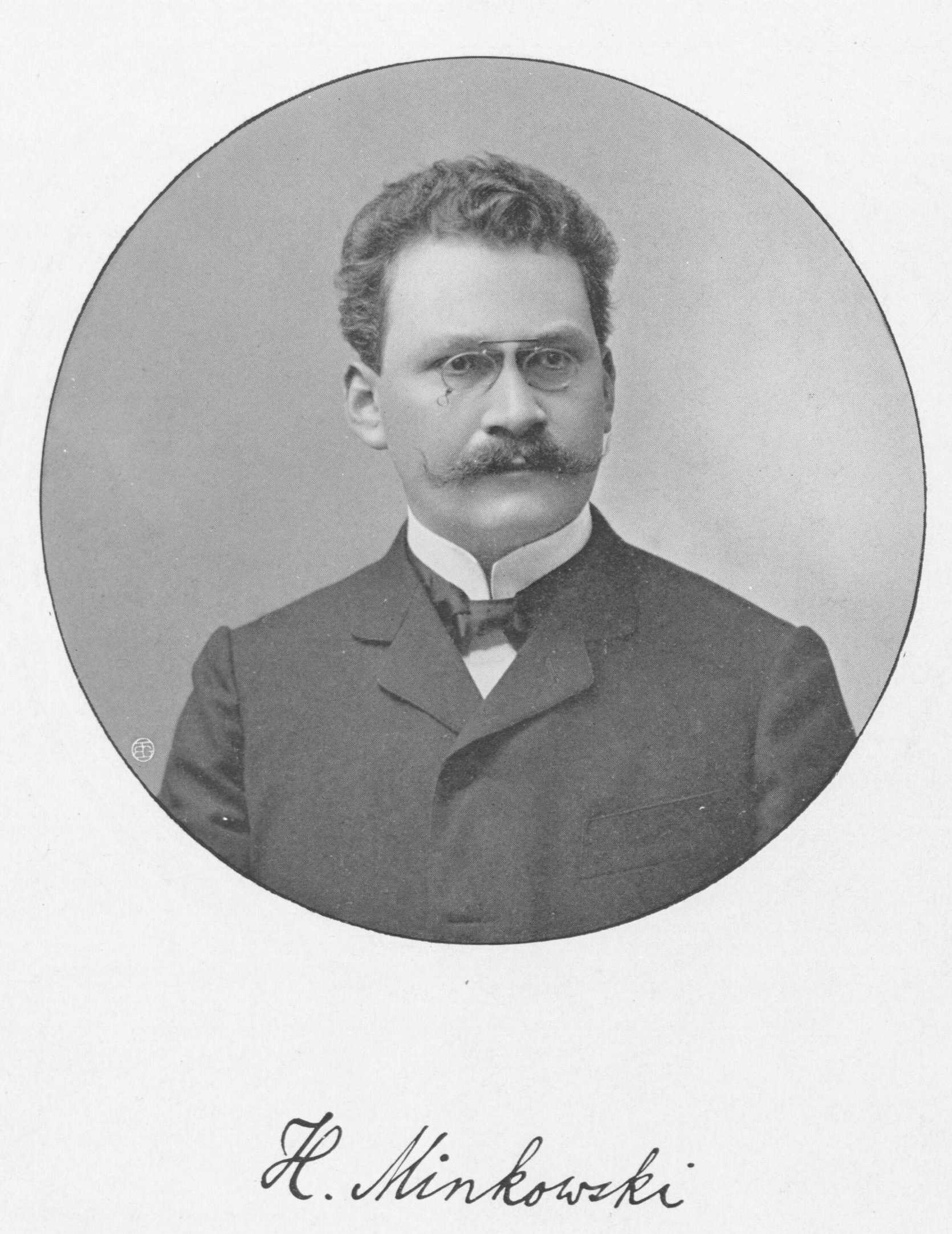
Hermann Minkowski

Hermann Minkowski (* 22. Juni 1864 in Aleksotas, Russisches Kaiserreich, heute Kaunas, Litauen; † 12. Januar 1909 in Göttingen) war ein russisch-deutscher Mathematiker und Physiker.

## Leben und Werk
Minkowski war der zweitälteste Sohn einer jüdischen Kaufmannsfamilie, die 1872 aus dem russischen Zarenreich ins preußische Königsberg emigrierte. Sein Vater war der Kaufmann Lewin Minkowski (um 1825 bis 1884), die Mutter Rachel Taubmann (um 1827 bis 1904). Sein älterer Bruder war der Mediziner Oskar Minkowski, der Astrophysiker Rudolph Minkowski war sein Neffe. Ein weiterer Bruder Max Minkowski (1844 bis um 1924) war ein erfolgreicher Getreidehändler, französischer Konsul in Königsberg und Stifter des Neubaus des Kunstmuseums in Königsberg. Der Urgroßvater väterlicherseits hieß Isaac ben Aaron (1788–1852), stammte aus Karlin bei Pinsk im heutigen Weißrussland und nahm unter Zar Nikolaus I. den Namen Minkowski an.
Minkowski besuchte ab 1872 das Altstädtische Gymnasium Königsberg. Schon als Gymnasiast las er Gauß, Dirichlet und Dedekind und erregte die Aufmerksamkeit des Königsberger Professors Heinrich Weber. 1880 erhielt er schon als Fünfzehnjähriger das Reifezeugnis. Danach studierte er ab 1880 fünf Semester an der Universität von Königsberg, vornehmlich bei Heinrich Weber und Woldemar Voigt. Weitere drei Semester studierte Minkowski in Berlin, wo er Vorlesungen von Ernst Eduard Kummer, Leopold Kronecker, Karl Weierstraß, Hermann von Helmholtz und Gustav Robert Kirchhoff hörte. Am 30. Juli 1885 wurde Minkowski mit der Arbeit „Untersuchungen über quadratische Formen – Bestimmung der Anzahl verschiedener Formen, welche ein gegebenes Genus enthält“ von der philosophischen Fakultät in Königsberg promoviert. Sein Doktorvater war Ferdinand von Lindemann.
Als Student nahm er 1881 am Preisausschreiben der Pariser Akademie teil (es ging um den Beweis einer Formel von Eisenstein über die Anzahl der Darstellungen einer Zahl durch fünf Quadrate) und erhielt 1883 den Preis (mit einem besonderen Lob von Hermite) zusammen mit Henry Smith. Letzterer hatte schon 1867 einen Beweis gegeben, aufgrund der relativen Isolation der englischen Mathematik am Ende des 19. Jahrhunderts war dies den Mathematikern auf dem Kontinent aber entgangen. Minkowskis Dissertation setzte seine Preisarbeit fort.
In Königsberg befreundete Minkowski sich mit dem Dozenten Adolf Hurwitz und mit David Hilbert, damals ein Kommilitone. Die Freundschaft mit Hilbert hielt ein Leben lang und führte zu einer engen Zusammenarbeit später in Göttingen. Ab 1887 lehrte Minkowski an der Universität Bonn, wo er 1892 Assistenzprofessor wurde, 1894 in Königsberg und ab 1896 am Polytechnikum in Zürich, wo er der Kollege seines Freundes Hurwitz war und unter anderem auch Albert Einstein zu seinen Schülern zählte. 1897 heiratete er in Straßburg die Tochter eines Straßburger Lederfabrikanten Auguste Adler (1875–1944), mit der er zwei Töchter hatte. Die Tochter Lily (1898–1983) heiratete später den Elektroingenieur Reinhold Rüdenberg und Ruth (1902–1983) den Röntgenologen Franz Buschke (1902–1982). Beide wanderten in die USA aus, wo ihre Ehemänner Professoren waren.
Ab 1890 baute er seine Geometrie der Zahlen aus, die er in seiner Preisarbeit begonnen hatte und wo er Pionierarbeit leistete. Sein Hauptwerk Geometrie der Zahlen darüber erschien 1896 und vollständig 1910. Er entwickelte und benutzte Methoden der Theorie konvexer Körper und Gitter und wandte sie in der Zahlentheorie an. Eine zentrale Rolle spielte dabei Minkowskis Gitterpunktsatz, mit dem er wichtige Sätze der algebraischen Zahlentheorie wie Dirichlets Einheitensatz oder die Endlichkeit der Klassenzahl bewies. 1907 erschien sein zweites großes zahlentheoretisches Werk Diophantische Approximationen, in dem er Anwendungen seiner Geometrie der Zahlen gab. Um 1895 wurden David Hilbert und Minkowski von der Deutschen Mathematiker-Vereinigung (DMV) gebeten, Berichte über Zahlentheorie im Rahmen einer Reihe von Übersichtsartikeln für den Jahresbericht der DMV zu schreiben, wobei Minkowski den Teil zur Elementaren Zahlentheorie (Quadratische Formen, Kettenbrüche, Geometrie der Zahlen) übernehmen sollte. Erschienen ist dann nur Hilberts Zahlbericht.
1902 übernahm er einen Lehrstuhl in Göttingen, den er bis zu seinem Tode innehatte. In Göttingen begann er sich für mathematische Physik zu interessieren und beschäftigte sich mit der damals aktuellen Theorie der (gerade neu entdeckten) Elektronen und mit Problemen der Elektrodynamik.
Um 1907 erkannte Minkowski, dass die Arbeiten von Hendrik Antoon Lorentz (1904) und Albert Einstein (1905) zur Relativitätstheorie in einem nicht-euklidischen Raum verstanden werden können. Er vermutete, dass Raum und Zeit in einem vierdimensionalen Raum-Zeit-Kontinuum miteinander verbunden sind und verfasste Abhandlungen über eine vierdimensionale Elektrodynamik. Minkowski hielt darüber 1908 den aufsehenerregenden Vortrag Raum und Zeit auf der Versammlung der Gesellschaft Deutscher Naturforscher und Ärzte.

„M.H. Die Anschauungen über Raum und Zeit, die ich ihnen entwickeln möchte, sind auf experimentell-physikalischen Boden erwachsen. Darin liegt ihre Stärke. Ihre Tendenz ist eine radikale. Von Stund’  an sollen Raum für sich und Zeit für sich völlig zu Schatten herabsinken und nur noch eine Art Union der beiden soll Selbständigkeit bewahren.“

Seine Ideen zum Raum-Zeit-Kontinuum verwendete Einstein, der zu Beginn dem vierdimensionalen Ansatz von Minkowski ablehnend gegenüberstand, später in seiner allgemeinen Relativitätstheorie. Der Erste, der den Zusammenhang zwischen der Lorentz-Transformation und einem vierdimensionalen Raum mit der Zeitkoordinate ict – also mit der Lichtgeschwindigkeit als Konstante – erkannte, war 1905 Henri Poincaré. Poincaré gelang dabei die grundlegende Formulierung von Vierervektoren, jedoch verfolgte er diesen Gedankengang später nicht weiter. (Siehe dazu → Geschichte der speziellen Relativitätstheorie)
Der Minkowski-Raum, das Minkowski-Diagramm und die Minkowski-Ungleichung sind nach ihm benannt, ebenso der Asteroid (12493) Minkowski, ein Mondkrater, die M-Matrizen und der Minkowskiweg in Göttingen. An seinem langjährigen Wohnhaus in Göttingen (1902–1909) in der heutigen Planckstraße Nummer 15 ist eine Gedenktafel angebracht.

## Tod und Grabstätte
Im Alter von 44 Jahren erlitt Minkowski einen Blinddarmdurchbruch. Zu dieser Zeit waren operative Eingriffe zur Heilung der Krankheit noch nicht üblich, doch auch eine Operation konnte sein Leben nicht retten. In den letzten Stunden versuchte er noch, zahlreiche Manuskripte zu vervollständigen.

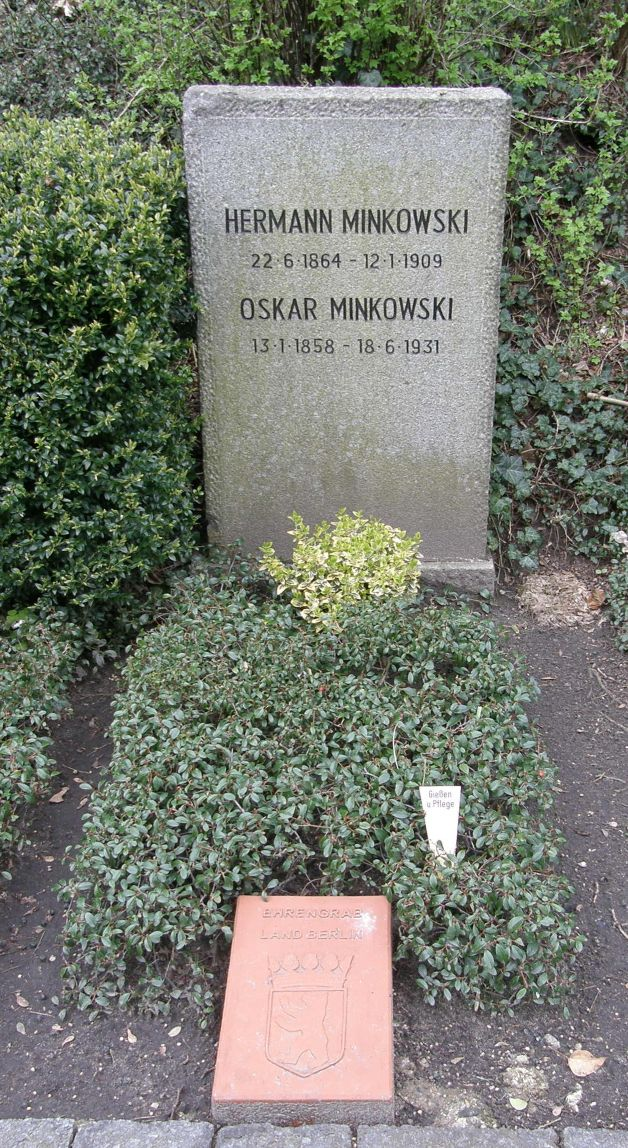
Grab von Hermann und Oskar Minkowski auf dem Friedhof Heerstraße in Berlin-Westend, hier noch mit Ehrengrab-Markierung (2008)

In Hilberts Nachruf kommt zum Ausdruck, welche enge Freundschaft die beiden Mathematiker verband:
Seit meiner Studienzeit war mir Minkowski der beste und zuverlässigste Freund, der an mir hing mit der ganzen ihm eigenen Tiefe und Treue. Unsere Wissenschaft, die uns das liebste war, hatte uns zusammengeführt; sie erschien uns wie ein blühender Garten. Gern suchten wir dort auch verborgene Pfade auf und entdeckten manche neue, uns schön dünkende Aussicht, und wenn der eine dem andern sie zeigte und wir sie gemeinsam bewunderten, war unsere Freude vollkommen. Er war mir ein Geschenk des Himmels, wie es nur selten jemand zuteil wird, und ich muss dankbar sein, dass ich es so lange besaß. Jäh hat ihn der Tod von unserer Seite gerissen. Was uns aber der Tod nicht nehmen kann, das ist sein edles Bild in unserem Herzen und das Bewusstsein, dass sein Geist in uns fortwirkt.
Hermann Minkowskis Urne wurde zunächst in Göttingen bestattet. Nach dem Tod des Bruders Oskar kam es 1932 jedoch zu einer Umbettung in ein gemeinsames Grab auf dem interkonfessionellen Friedhof Heerstraße im Berliner Bezirk Charlottenburg im heutigen Ortsteil Westend (Grablage: 3-A-30).
Auf Beschluss des Berliner Senats wurde die letzte Ruhestätte der Brüder Minkowski 1994 für die übliche Frist von zwanzig Jahren als Ehrengrab des Landes Berlin gewidmet.
Obwohl der damals Regierende Bürgermeister Klaus Wowereit zum 150. Geburtstag von Hermann Minkowski im Juni 2014 einen Kranz an dessen Grab niederlegen ließ, entschied sich der von ihm geführte Senat noch im selben Jahr gegen eine Verlängerung der Ehrengrab-Widmung. Diese Entscheidung stellte den weiteren Erhalt der Grabstätte der Brüder Minkowski in Frage.

## Publikationen
- Gesammelte Abhandlungen (Herausgeber David Hilbert, unter Mithilfe von Andreas Speiser und Hermann Weyl), 2 Bände, Teubner 1911, Chelsea 1967
- H. Minkowski: Geometrie der Zahlen, 1. Lieferung, Leipzig 1896; 2. Lieferung, Leipzig 1910

- Briefe an David Hilbert (Herausgeber Hans Zassenhaus, Lily Rüdenberg), Springer 1973[11]
- Minkowski, Hermann: Das Relativitätsprinzip. In: Annalen der Physik. Band 352, Nr. 15, 1915, S. 927–938.
- Minkowski, Hermann: Die Grundgleichungen für die elektromagnetischen Vorgänge in bewegten Körpern. In: Nachrichten von der Gesellschaft der Wissenschaften zu Göttingen, Mathematisch-Physikalische Klasse. 1908, S. 53–111.
- Minkowski, Hermann: Raum und Zeit, 80. Versammlung Deutscher Naturforscher (Köln, 1908). In: Physikalische Zeitschrift. Band 10, 1909, S. 104–111.
- H. Minkowski: Diophantische Approximationen. Eine Einführung in die Zahlentheorie. Leipzig 1907, Neudruck: Physica-Verlag Würzburg 1961
- H. Minkowski: Ausgewählte Arbeiten zur Zahlentheorie und zur Geometrie. Mit D. Hilberts Gedächtnisrede auf H. Minkowski, Göttingen 1909. (Teubner-Archiv zur Mathematik, Band 12) Ekkehard Krätzel, Bernulf Weissbach (Hrsg.), Leipzig 1989, ISBN 3-322-00716-2.